# Верпланк (Нью-Йорк)
Верпланк (англ. Verplanck) — переписна місцевість (CDP) в США, в окрузі Вестчестер штату Нью-Йорк. Населення — 1535 осіб (2020).

## Географія
Верпланк розташований за координатами 41°15′23″ пн. ш. 73°57′33″ зх. д. / 41.25639° пн. ш. 73.95917° зх. д. (41.256258, -73.959177).  За даними Бюро перепису населення США в 2010 році переписна місцевість мала площу 1,88 км², з яких 1,61 км² — суходіл та 0,27 км² — водойми.

## Демографія
Згідно з переписом 2010 року, у переписній місцевості мешкало 1729 осіб у 683 домогосподарствах у складі 449 родин. Густота населення становила 919 осіб/км².  Було 724 помешкання (385/км²).
Расовий склад населення:
| - 89,4 % — білих - 1,9 % — азіатів - 1,4 % — чорних або афроамериканців - 0,2 % — корінних американців - 4,7 % — осіб інших рас |

До двох чи більше рас належало 2,5 %. Частка іспаномовних становила 14,1 % від усіх жителів.
За віковим діапазоном населення розподілялося таким чином: 23,7 % — особи молодші 18 років, 63,1 % — особи у віці 18—64 років, 13,2 % — особи у віці 65 років та старші. Медіана віку мешканця становила 41,0 року. На 100 осіб жіночої статі у переписній місцевості припадало 92,1 чоловіків;  на 100 жінок у віці від 18 років та старших — 94,5 чоловіків також старших 18 років.
Середній дохід на одне домашнє господарство  становив 68 668 доларів США (медіана — 54 716), а середній дохід на одну сім'ю — 75 560 доларів (медіана — 60 500). Медіана доходів становила 52 554 долари для чоловіків та 39 313 долари для жінок. За межею бідності перебувало 8,0 % осіб, у тому числі 9,7 % дітей у віці до 18 років та 0,5 % осіб у віці 65 років та старших.
Цивільне працевлаштоване населення становило 777 осіб. Основні галузі зайнятості: будівництво — 23,6 %, освіта, охорона здоров'я та соціальна допомога — 14,7 %, роздрібна торгівля — 11,6 %, науковці, спеціалісти, менеджери — 11,5 %.